# Мартин Гудман
Мартин Дейвид Гудман (на английски: Martin David Goodman; р. 1 август 1953 г.) е британски историк и писател, специалист по римска и еврейска история и литература от римската епоха.
Гудман е възпитаник на Оксфордския университет. Сътрудник е на Уилсън Колидж, Оксфорд, където е професор по еврейски изследвания към Ориенталския институт. Води курсове по хебраистика, ориенталистика и религиозни теми, с тематика свързана с юдаизма и ранното християнството от гръко-римския период. Гудман е президент на Британската асоциация за еврейски изследвания.
Гудман е специализирал по историята на евреите от римския период, включително с проучвания по социално-икономическите, религиозните и политическите условия на живот на евреите, както и върху еврейското културно и друго взаимодействие с другите народи в Римската империя.